# Magirus
Magirus GmbH es un fabricante de camiones con base en Ulm, Alemania, fundada por Conrad Dietrich Magirus (1824-1895). La compañía comenzó a manufacturar camiones antincendios en 1864. A finales de los 1910s, comenzó la producción de  camiones y buses. Estos vehículos poseen una gran reputación en los estándares de ingeniería, capaces de operar bajo las condiciones más duras.
Durante la Segunda Guerra Mundial, Magirus Deutz se vio involucrada en la producción de furgonetas de gas, un método de exterminación desarrollado por los nazis alemanes para matar a las víctimas del régimen. Las furgonetas de gas fueron usadas, especialmente en el campo de exterminio de Chełmno, hasta que las cámaras de gas fueron desarrolladas como método más eficiente para matar a un mayor número de personas. El número total de furgonetas de gas usadas es desconocido. Un documento alemán datado el 5 de junio de 1942 en la ciudad ocupada de Minsk indicaba que desde diciembre de a junio de 1942 tres furgonetas de gas fueron utilizadas para matar a  97.000 civiles.
La compañía también inventó la escalera desplegable, designándola como Magirus Leiter, que rápidamente se convirtió en miembro esencial de los equipamientos de las brigadas de bomberos de todo el mundo.
La compañía matriz fue Klöckner Humbolt Deutz AG, constructora de los conocidos motores Deutz,  por lo que la marca fue a menudo referenciada como Magirus Deutz, y durante un breve periodo de tiempo como Klöckner. El logo de Magirus Deutz fue una M estilizada con un gran punto central brillante para representar la torre de la Catedral de Ulm.
En 1975, Magirus fue adquirida por Iveco quien continuó produciendo camiones Magirus durante un breve periodo de tiempo bajo el nombre "Iveco Magirus" antes de su abandono completo en la mayoría de países. Sin embargo, los camiones Iveco comenzaron a ser vendidos bajo la marca Magirus en Alemania y otros mercados europeos y de Oriente Medio hasta finales de los 1980s. A día de hoy la marca Magirus es solamente utilizada por la sección del equipamiento contraincendios de la compañía, pero no para todos los camiones manufacturados. 
Iveco Magirus es uno de los fabricantes líderes en el suministro de equipamiento contraincendios. Los camiones base antiincendios son principalmente Iveco con sus propios chasis y motores, pero haciendo uso también de plataformas de otros fabricantes de camiones. Con su escalera desplegable de la marca Magirus, Iveco Magirus es el líder del mercado global sin rival. 
La mayoría de camiones Magirus son también conocidos como Magirus Deutz porque el motor de enfriamiento por aire proviene de la factoría Deutz AG. Estos motores son aún vendidos para su uso agrícola y marítimo.

## Productos

### Productos actuales
- Iveco Magirus Eurocargo
- Iveco Magirus Stralis
- Iveco Magirus Trakker
- Iveco Magirus Dragon

## Galería

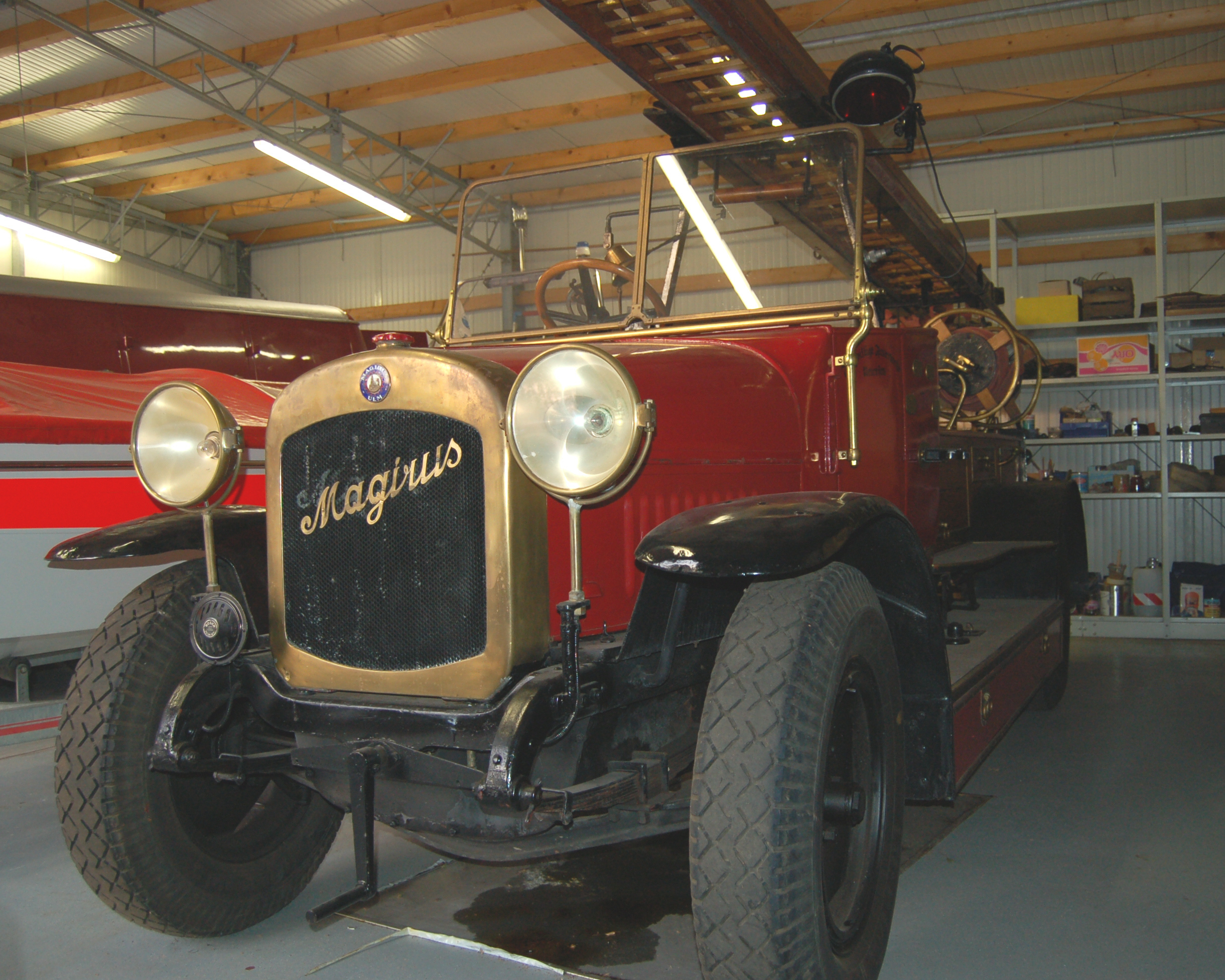
Camión contraincendios Magirus Modelo "Bayern" 1923
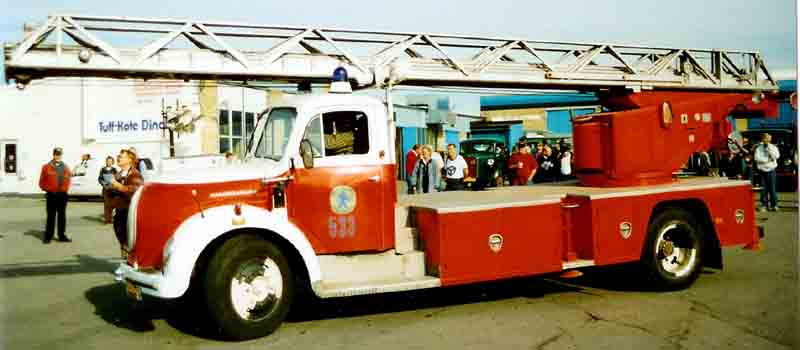
Camión contraincendios Magirus 1961
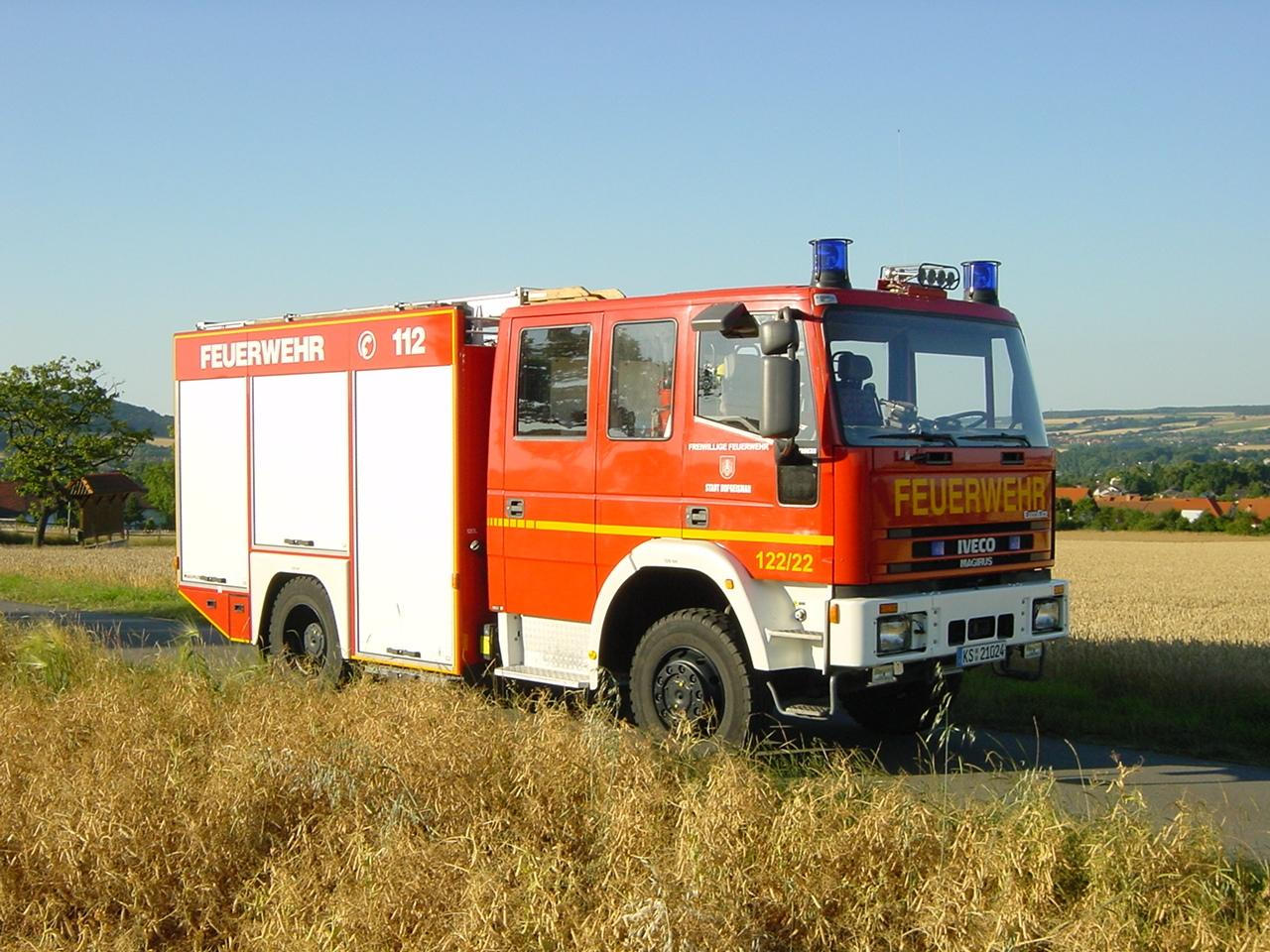
Camión contraincendios Iveco Magirus
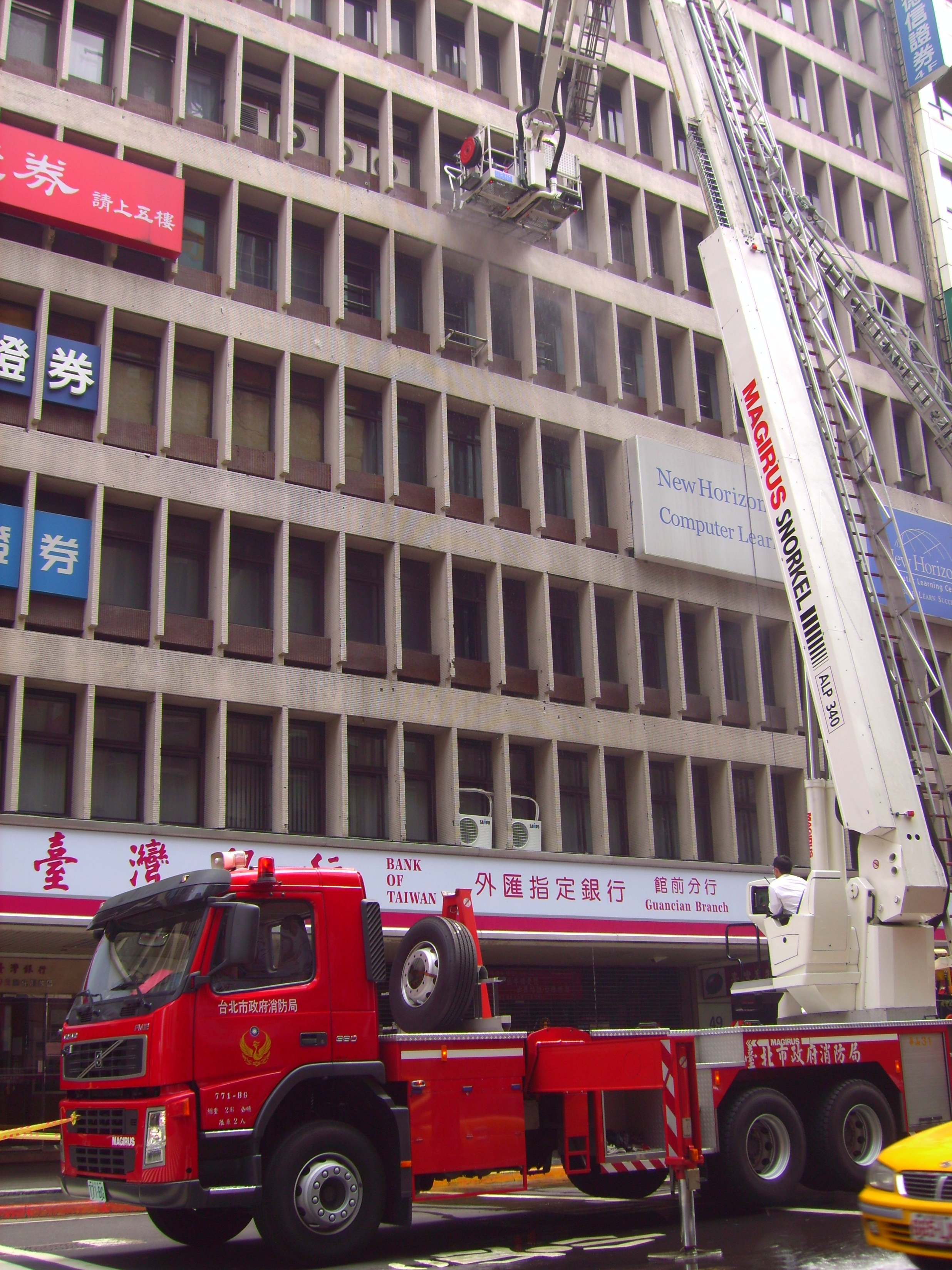
Camión contraincendios Volvo Magirus
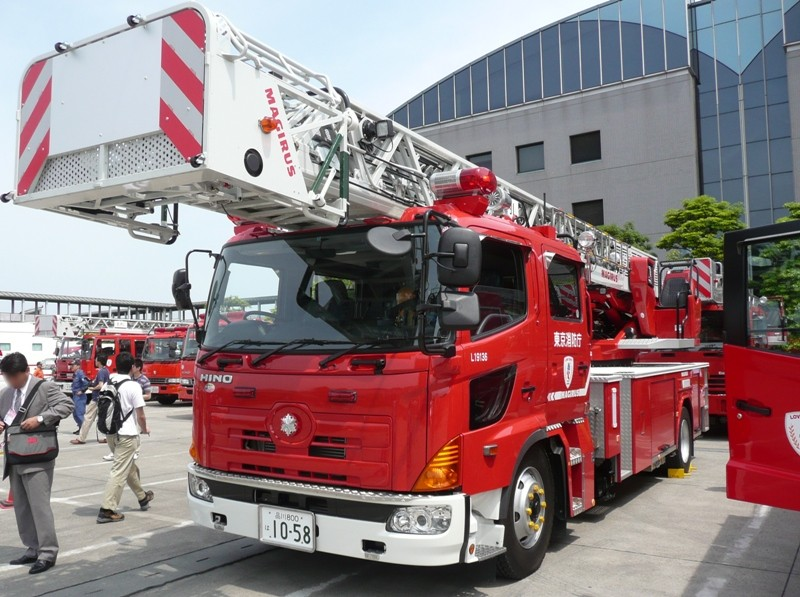
Camión contraincendios Hino Motors Magirus del Servicio Contraincendios Japonés
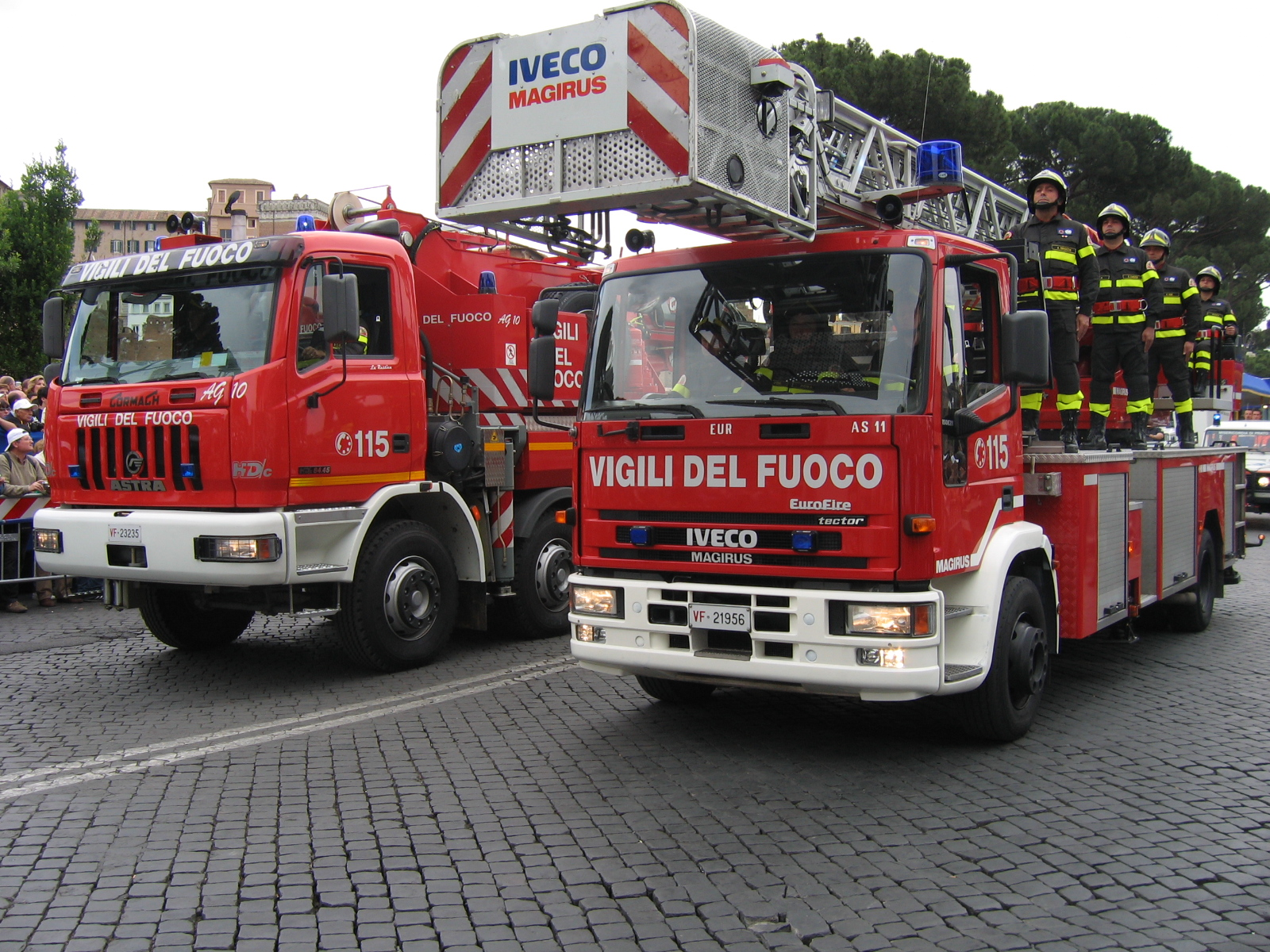
Vehículos del Servicio Contraincendios Italiano con un vehículo Astra a la izquierda y un Magirus con escalera desplegable, Desfile de las fuerzas armadas en Roma, 2 de junio de 2006.
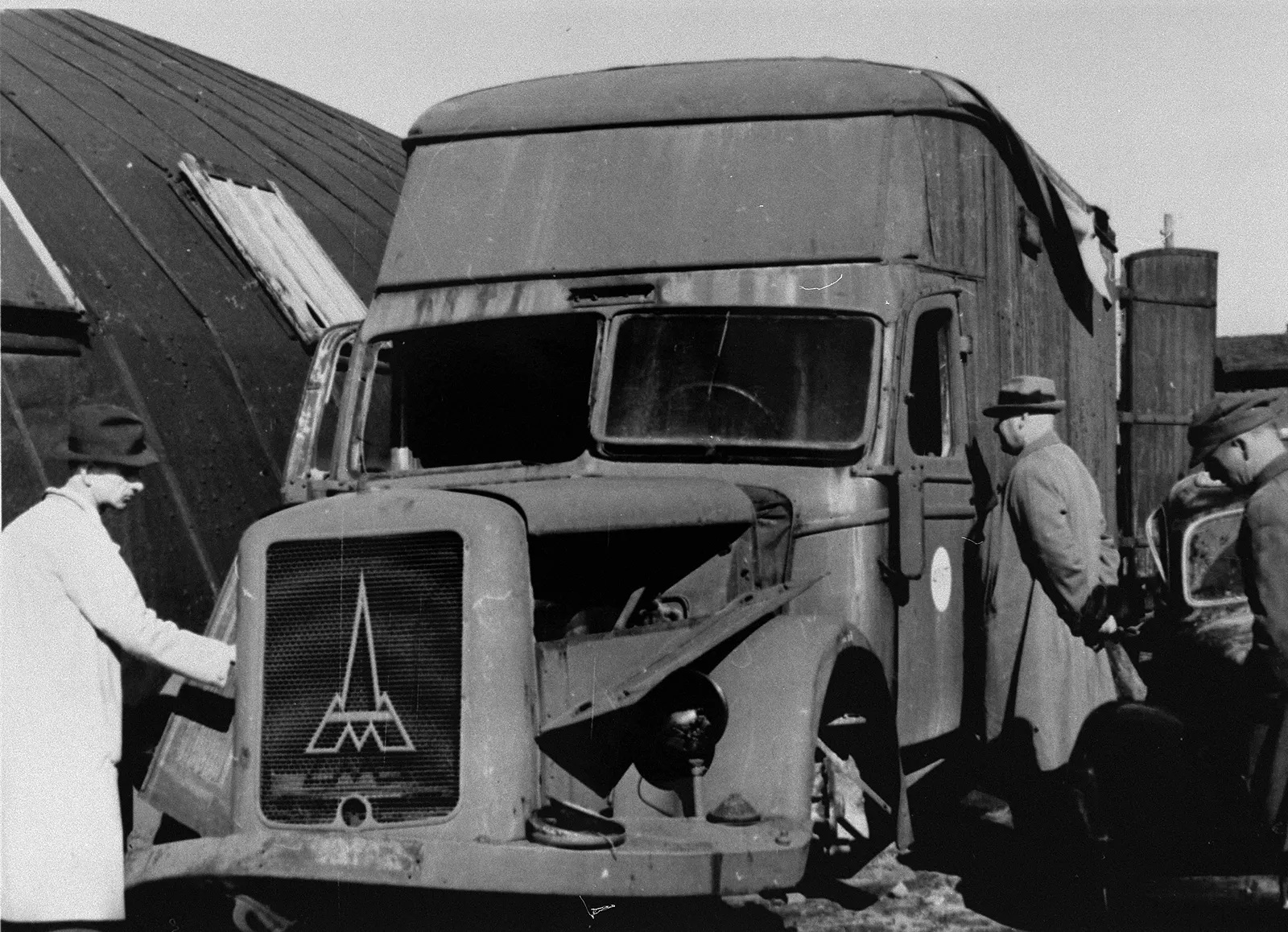
Furgoneta Magirus-Deutz en el campo de exterminio de Chełmno

## Línea temporal
- 1864 -  Fundación por Conrad Dietrich Magirus
- 1872 -  1872 Escalera de mano de dos ruedas reclinable, modelo »Ulmer Ladder«
- 1892 -  Primera escalera rotatoria de 25 metros tirada por caballo
- 1904 -  Primer “camión antiincendios” propulsado por vapor
- 1916 -  Primera escalera desplegable de conducción automática del mundo.
- 1917 -  Producción de vehículos de motor Magirus
- 1931 -  Primera escalera desplegable móvil con sector de acero
- 1936 -  Fusión con Humboldt-Deutz Motorenfabrik
- 1951 -  Creación de la escalera desplegable más alta del mundo (52 m)
- 1953 -  Primera escalera con conducción hidráulica
- 1965 -  Primer chasis de camión de conducción frontal
- 1971 -  Primer vehículo de rescate sobre raíles para operación en metros y ferrocarriles locales
- 1972 -  Primeras preocupaciones sobre las catástrofes aeroportuarias
- 1980 -  Primera escalera giratoria de “perfil bajo”
- 1986 -  Primera escalera giratoria desplegable por ordenador
- 1987 -  Asunción de la producción previa de la planta Bachert en Weisweil, Alemania
- 1992 -  Iveco Mezzi Speciali, Brescia, Italia
- 1994 -  Primera escalera articulada DLK 23-12 GL CC
- 1996 -  Comienza la producción de pequeños vehículos bomba Görlitz/Germany
- 1997 -  Lohr-Magirus en Graz/Austria
- 2000 -  Primera escalera móvil de oscilación libre (estabilización informática)
- 2005 -  „Firework of Novelties“ en el Interschutz en Hannover
- 2007 -  Nueva Generación modular de trabajo AluFire 3
- 2010 -  Presentación de los modelos M 32 L-AT, M 33 P, SuperDragon 2, MultiStar2 y el Interschutz en Leipzig
- 2014 - el fabricante austriaco cambió su nombre de Iveco-Magirus-Lohr a Magirus-Lohr.[3]